# Costache Agafiței
Costache Agafiței (n. 24 iulie 1909, Iași, România – d. 1 iunie 2002, Iași, România) a fost un pictor si grafician român. A fost cetățean de onoare al Municipiului Iași.

## Studii
Costache Agafiței, născut la Iași în anul 1909, și-a făcut studiile de specialitate ca student al pictorilor Octav Băncilă și Gheorghe Popovici. A urmat cursurile Școlii de pictură de la Baia Mare. Ca student participă la Salonul Oficial de Artă, organizat de Ștefan Dimitrescu la Iași.

## Activitate artistică
Între anii 1930-2002 a participat la numeroase expoziții personale și de grup în Iași, București, Râmnicu Vâlcea, Lugoj și în alte locuri din țară.
- 1946 - expoziție personală la Ateneul Român, București
- 1966 - expoziție personală „30 de ani de activitate plastică”
- 1972 - expoziția „Omagiul lui Octav Băncilă”, împreună cu Miron Agafiței[4] și Gabriela Agafiței[5]
- 1976 - a 2-a expoziție la Ateneul Român, București, „Retrospectivă Costache Agafiței”
- 1994 - „Aniversarea a 85 de ani”, expoziție retrospectivă la Muzeul de Artă Iași (Sala Voievozilor).

A ocupat numeroase funcții: a fost custode al Pinacotecii ieșene (1941- 1949), director al Muzeului de Artă (1949-1958), cadru didactic la Facultatea de Arte Plastice (1963-1968), președinte al Uniunii Artiștilor Plastici, Filiala Iași (1958-1965).
A lucrat la restaurarea picturii cupolei Teatrului Național din Iași (1955-1956) împreună cu pictorul Nicolae Popa.
A realizat lucrări de pictură reprezentând ctitoriile lui Alexandru Lăpușneanu, în Complexul Muzeistic al Mănăstirii Slatina, județul Suceava.
Este inclus în „Enciclopedia Artelor plastice” de către profesorul și criticul de artă Anto Sepp din Estonia (în 18 octombrie 1987).
În noiembrie 2001 participă la  expoziția Internațională de al Hangzhou - China cu lucrări de pictură.
Serviciul „Muzee și Monumente de pe lângă Consiliul de Miniștri București l-a numit vice-președinte al Colectivului pentru Monumente Istorice Iași, unde a depus o muncăde apărare și salvare a monumentelor istorice din Iași și împrejurimi.
Compoziții cu tematică istorică sunt lucrările „Hora Unirii”, „Portretul domnitorului Alexandru Ioan Cuza” și „Intrarea lui Mihai Viteazu în Iași”.
Lucrările pictorului se găsesc în colecții particulare din Austria, Franța, Germania, Japonia, Israel, Canada și China.
În muzeele de artă din țară se găsesc la:
- Palatul Culturii, Iași
- Muzeul Unirii, Iași
- Muzeul Literaturii Române, Iași
- Academia Română, Filiala Iași
- Muzeul de Artă, Galați
- Muzeul de Artă, Bacău
- Muzeul de Artă, Baia-Mare
- Muzeul de Istorie Națională, București

### Premii
În anul 1937 i se atribuie Premiul pentru pictură acordat de Ministerul Cultelor și Artelor și al Primăriei Iași, iar în anul 1999 primește titlul de Cetățean de Onoare al Municipiului Iași.[7]

## Recunoaștere, merite
Despre pictorul și graficianul Costache Agafiței au scris Grigore Coban, Petre Comarnescu, Ion Frunzetti, Amelia Pavel, Claudiu Paradais, Adriana Bobu („Studiu monografic”, 1984), Valentin Ciucă („Un secol de arte frumoase la Iași”, 2004).
În anul 2009, la editura „Dana Art” apare „Costache Agafiței (viața și opera)", autor Gabriela Agafiței
„Pictorul poate fi întâlnit mai adevărat și mai profund în sfera naturii statice. Pare, prin colorit și paginația imaginii, mai vivace și mai subtil, mai direct și mai sincer. Asocierea elementelor în cadru, relațiile luministice dintre ele, arta reflexelor de suprafață, atmosfera generală ne înfățișează un pictor al intimității domestice, un rafinat arhitect al imaginii. Ca și altădată în viziunile panoramice asupra Iașilor, Costache Agafiței vede enorm și simte poetic” - Valentin Ciucă, 2004, Iași